# Guilherme de Volpiano
Guilherme de Volpiano, Guilherme de Dijon ou Guilherme de Cluny foi um monge beneditino e reformador litúrgico italiano, venerado como santo pela Igreja Católica, que celebra a sua memória em 1º de janeiro na diocese de Ivrea.

## Biografia

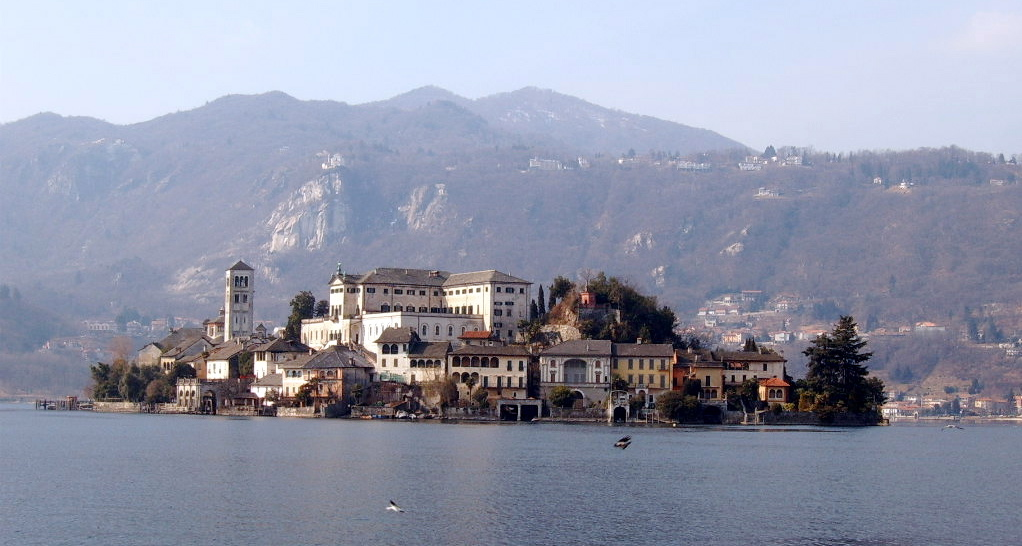
Ilha de San Giulio, local provável do nascimento de Volpiano

Filho do nobre suevo Roberto de Volpiano e de Perinzia, talvez irmã de Arduíno de Ivrea, rei da Itália de 1002 a 1014, nasceu no Piemonte, segundo alguns em Volpiano, perto de Turim; segundo outras fontes, em Novara ou em Orta San Giulio, durante o assédio do imperador Otão I, rei da Itália, para derrotar o exército de Berengário II, destituído do trono itálico. O próprio  imperador e sua mulher, Adelaide, foram seus padrinhos de batismo.
Artista e arquiteto trabalhou entre a França e a Itália fundando cerca de quarenta monastérios e igrejas. Ao promover a construção de edificações religiosas, contribuiu também para difundir na França a cultura arquitetônica românica e, em particular, a  solução da cobertura em abóbada.
Depois de muito viajar pela Itália, sobretudo pelas regiões de Campânia e Basilicata, e de passar uma temporada em Veneza, passa  um longo período na  Burgúndia onde se torna abade da Igreja de São Benigno, em Dijon, em 990. e comanda a reconstrução (989-1002) da igreja.
Na Itália, a sua obra mais importante é a fundação da Abadia Fruttuaria, na comuna de San Benigno Canavese, da qual ainda há remanescentes subterrâneos.
Foi discípulo de Majolo, aderindo à reforma que terá como centro a Abadia de Cluny. Como reformador, atuou em mais de 80 monastérios, notadamente na Normandia, em Fécamp, Jumièges, Bernay e Troarn.
Em 1001, parte para o ducado da Normandia, a convite do jovem duque Ricardo, o irascível, para restaurar a abadia de Fécamp, residência e local dos sepultamentos ducais.
Também reconstruiu a abadia de Saint-Germain-des-Prés e atuou na construção da abadia do Monte Saint-Michel, em 1023, onde projetou a igreja românica, ousando colocar o cruzeiro no topo do monte. Muitas criptas e capelas subterrâneas tiveram que ser construídas, de modo a compensar o peso da construção, formando a base da estrutura elevada hoje existente.